# Парасочка Василь
Парасочка Василь (?—?) — український кобзар i лірник.

## Життєпис
Василь Парасочка із с. Петрівці Костянтиноградського уїзду Полтавської губернії (нині Берестин у Харківській області). Знав Зіньківську науку. Мав учнів.

### Репертуар
Виконував думи:
«Про Олексія Поповича».
Казав П. Мартиновичові що в Харківській губернії думу «Про Коновченка» не знають.